# Slobodan Novak
Slobodan Novak (Split, 3. studenoga 1924. – Zagreb, 25. srpnja 2016.), bio je hrvatski prozaik, romanopisac i esejist, akademik HAZU.

## Životopis
Slobodan Novak rođen je u Splitu, 3. studenoga 1924. godine, od oca Duje i majke Marije Smoje, kao deseti odvjetak stare splitske hrvatske pučke obitelji Novakovih. Kršten je u katoličkoj crkvi imenom Ante Slobodan. Pučku školu završio je u Rabu, a gimnaziju je polazio u Splitu. Maturirao je u Sušaku 1943. godine u Prvoj hrvatskoj gimnaziji na Sušaku. Drugi svjetski rat (od jeseni 1943.) proveo je u partizanima, što je kasnije ironijski opisao u autobiografsko-esejističkim zapisima Digresije (2001.) i Protimbe (2003.). Diplomirao je hrvatski jezik i jugoslavenske književnosti u Zagrebu 1953. godine. Radio je kao lektor i korektor, dramaturg u HNK u Splitu, te kao novinar i urednik u nakladničkim kućama. Izvanrednim članom HAZU (Razred za književnost) postao je 1983. godine, a redovitim 1991. godine. Od 1995. do 1999. godine bio je voditeljem Odsjeka za povijest hrvatske književnosti pri HAZU.
Godine 1999., 27. srpnja, Slobodan Novak proglašen je počasnim građaninom Grada Raba. 
Umro je u Zagrebu, 25. srpnja 2016. godine. Pokopan je na gradskome groblju u Rabu.

## Književno stvaralaštvo
Počeo je tendencioznim i patetičnim pjesmama prepunima bolnih reminiscencija na ratne strahote. Stihovi su okupljeni u zbirci Glasnice u oluji (1950.). No, vrlo brzo se preorijentirao na pripovjednu prozu koju počinje objavljivati u Krugovima i Republici. Pozornost kritike i publike svratio je kratkim autobiografskim romanom Izgubljeni zavičaj, 1955. godine, u kojemu tematizira događaje iz djetinjstva provedena na idiličnom otoku. Roman protječe u znaku nostalgične evokacije emocijama natopljenih slika, lirskih i arkadijskih ugođaja, dok pripovjedački ritam pomno slijedi cikličnost izmjene godišnjih doba. Pripovjedač se javlja u dva lika: infantilnom ja koje promatra, registrira i upija sve oko sebe, te sadašnjem, odraslom ja koje sentimentalno i s priličnom dozom rezignacije rekreira mladenačke slike i dojmove. Ta dvojnost, kojom postiže duboko intimno seciranje, jedna je od ključnih točaka Novakove umjetnosti pripovijedanja. Riječ je i o jetkom kontrastu bajkovitog otočkog djetinjstva na Rabu i mučkog partizanskog ubojstva nenaoružanog Strica (poočima) (1944.) u krevetu, za spavanja. 
Najveći estetski domet ostvario je u romanu Mirisi, zlato i tamjan, 1968. godine. Roman koji se redovito navodi kao jedan od najboljih romana hrvatske književnosti. To je priča o rezigniranome umirovljenom intelektualcu srednjih godina koji sa svojom ženom na izoliranu otoku svodi životne račune i njeguje prastaru Madonu Markantunovu, nekadašnju bogatu patricijku i vlasnicu polovice otoka. Radnja se odvija šezdesetih godina, dok je vrijeme priče određeno Madoninim ekskrementalnim ciklusom: 18 dana između dva staričina pražnjenja. Glavni lik - Mali - vezan je uz Madonu složenim odnosom koji je mješavina altruizma i mazohizma. Služeći staricu, Novakov antijunak zapravo okajava grijehe prošlosti i na simboličan, gotovo ritualan način, čisti se od bivšeg života, zabluda, bezbožništva i dogmatizma. U glavnome liku sabijeno je iskustvo čitave jedne generacije koja je vjerovala u politički projekt i socijalnu utopiju, a potom doživjela potpun slom, bolno otrježnjenje i deziluziju. U tom je svjetlu i lik Madone polivalentan: ona je simbol tradicije, povijesti, starog društva i Crkve - svega onoga što je generacija Malog u svojemu revolucionarnomu mladenačkom zanosu htjela srušiti. Zato se i kaže da invalid budućnosti njeguje invalida prošlosti. Prepun vjerskih rituala i biblijske simbolike, na što upućuje već i naslov, roman operira s dvama slojevima značenja i s dvama planovima zbivanja: konkretnim i alegorijskim; profanim i sakralnim. Na prvoj razini problematizira se aktualna društvena stvarnost, dok se na drugoj uspostavlja alegorijska priča o otuđenju čovjeka. Slična dvojnost prati i glavnog lika: on je dualist, vjernik dviju vjera, razapet između ideala i stvarnosti. Tu će svoju idejnu rastrganost možda najbolje izraziti željom da mu, kad umre, na grob stave crvenu zvijezdu petokraku razapetu na crni križ. Kroz osobnu ispovijest i kroz mučan proces samospoznaje glavnog lika ovaj, u biti, moralistički roman analizira generacijsku sudbinu, obračunava sa svakom ideologijom i traži odgovore na temeljna egzistencijalna pitanja modernog čovjeka. Djelo je moderno strukturirano, realizirano kao veliki solilokvij s razgranatim asocijacijama. Pisano je tonom razorne ironije i sarkazma, a osnovni osjećaj u znaku je egzistencijalističke mučnine i gađenja prema svijetu. 
Istu tematsku i poetičku liniju Novak slijedi i u kratku romanu Izvanbrodski dnevnik, 1977. godine. Djelo je realizirano kao narativni triptih: sastoji se od triju posebnih novelističkih cjelina (Jednosmjerno more, Školjka šumi i Nekropola) koje su međusobno povezane pripovjedačem, likovima, situacijama i motivima. Opisana su tri putovanja na relaciji Otok — Kopno — Otok. No i opet su ta putovanja povod za obračun s kolektivnim mitovima i vlastitim iluzijama. Taj roman osobit je zbog uvođenja autoreferencijalnih i metafikcionalnih postupaka u tekst, odnosno zato što pisac parodira sam čin pripovijedanja i pisanja.
U novije doba Novak se javio zbirkom razgovora s Jelenom Hekman, Digresije, 2001. godine, te potpuno novim djelom naziva Protimbe, 2003. godine. U Sabranim djelima Slobodan Novak odrekao se Digresija nezadovoljan pitanjima koja je morao dorađivati, nezadovoljan nekakvim suautorstvom. Zato je u Sabranim djelima Digresije potpuno izostavio nazivajući ih tek pripremnim radom za Protimbe. Protimbe su jedno od vrhunskih ostvarenja hrvatske autobiografske proze, bogate reminiscencijama i asocijacijama na mladost, politički i društveni život u Jugoslaviji, na piščev doživljaj Domovinskoga rata i političko-društvenih mijena do godine izlaska. Tu su portreti njegovih znanaca, prijatelja i protivnika, od Vlade Gotovca do Antuna Šoljana, od Svena Laste do Vladimira Bakarića, te autorova promišljanja i vrjednovanja položaja hrvatstva, pravopisa, estetike, haškoga suda, ratnih zločina, srpskog političkoga projekta, komunizma i nacionalnoga usuda.
Opsegom neveliko, Novakovo je djelo svojom kakvoćom, izražajnošću i ujednačenošću jedan od vrhunaca hrvatske moderne proze, ravnopravno najboljim svjetskim književnim ostvarajima egzistencijalističke usmjerbe.
Po njegovim romanima Ante Babaja snimio je igrane filmove Mirisi, zlato i tamjan, 1971. godine, te Izgubljeni zavičaj, 1980. godine. Prema pripovijetki Školjka šumi Miro Međimorec (1990.) snimio je film. Slobodan Novak kao i u filmu Zavičaj koscenarist je i u Babajinom filmu Kamenita vrata (1992.). Po mnogim radio dramama Slobodana Novaka razni redatelji snimali su radio igre za Radio Zagreb, kasnije Hrvatski radio. Neke od njih su i nagrađene na međunarodnim festivalima.  Najuspješnija adaptacija bila je ona s Božidarom Violićem na daskama Teatra itd. gdje je predstava Mirisi, zlato i tamjan igrana 200 puta i stekla kultni status. Djela Slobodana Novaka prevedena su na petnaestak svjetskih jezika. U novije vrijeme svoje prijevode na engleski doživjeli su Mirisi te Izvanbrodski dnevnik.
Slobodan Novak svojim naoko idiličnim, a kratkim djelom Izgubljeni zavičaj (1954.) prvi u Hrvatskoj donosi roman o krvavim partizanskim zločinima i to samo devet godina nakon svršetka 2. sv. rata. 
Jedan je od hrvatskih intelektualaca koji je kritički pisao o ulasku Hrvatske u EU (u Forumu 10-12, Europa kojoj uvijek pripadamo nije isto što i politička zajednica u koju danas srljamo).

## Djela
- Glasnice u oluji, (pjesme), Novo pokoljenje, Zagreb, 1950.
- Iza lukobrana, (pjesme), (u knjizi trojice autora, Pjesme, Nikola Milićević, Slobodan Novak, Vlatko Pavletić), Zora, Zagreb, 1953. (Mala biblioteka, knj. 153.),
- Izgubljeni zavičaj, (proza), Split, 1954. (tal. prijevod: Piccolo mondo perduto, Hefti Edizioni, Milano, 1992.; njem. prijevod: Die verlorene Heimat, Društvo hrvatskih književnika, Zagreb, 1997., Wieser Verlag, Klagenfurt, 2008.)
- Trofej, (drama), Lykos, Zagreb, 1960. (suautor Stjepan Perović)[6]
- Tvrdi grad: novele, (zbirka proze), Zora, Zagreb, 1961. (na madž. jeziku Erös vár, Forum, Novi Sad 1964., prijevod: Csuka Zoltán.)
- Novele, (izbor iz zbirke Tvrdi grad s dodatkom novele Živjeti za našu stvar), Prosveta, Beograd, 1963.
- Mirisi, zlato i tamjan, (roman), Matica hrvatska, Zagreb, 1968. (11 izdanja) (engl. izd.: Gold, frankincense, and myrrh, Most/The Bridge-Forest Books, Zagreb-London-Boston, 1991., Autumn Hill Books, Iowa City, 2007.; češ. izd.: Myrha, zlato a kadidlo, Argo, Prag, 1999.)
- Izgubljeni zavičaj, Dolutali metak, Grafički zavod Hrvatske, Zagreb, 1969.
- Izvanbrodski dnevnik – tri putovanja, (romansirani triptih), BiblioTeka, izdanje Studentskog centra Sveučilišta u Zagrebu, Zagreb, 1976. (engl. prijevod: Three journeys, Društvo hrvatskih književnika, Zagreb, 2012.)[7]
- Izgubljeni zavičaj i 12 novela, Znanje, Zagreb, 1980., (biblioteka Evergrin, knj. 7.)
- Izabrana proza, Nakladni zavod Matice hrvatske, Zagreb, 1981., (biblioteka Pet stoljeća hrvatske književnosti, knj. 160.)
- Građa za portret pisca (prigodno izdanje s pjesmama, prozom, te odlomkom neobjavljene proze), Međunarodni slavistički centar-Filozofski fakultet Sveučilišta u Zagrebu, Zagreb-Dubrovnik, 1988.
- Slobodan Novak - Izabrana djela, 1-6, (Južne misli, Izgubljeni zavičaj, Mirisi, zlato i tamjan, Dolutali metak, Izvanbrodski dnevnik, Strašno je znati), Globus, Zagreb, 1990.
- Digresije: razgovori s Jelenom Hekman, Ex libris, Zagreb, 2001.
- Protimbe: prerađene i proširene Digresije, Naklada Ljevak, Zagreb, 2003.
- Moje univerzijade: novele, Naklada Ljevak, Zagreb, 2004.
- Pristajanje, (roman), Naklada Ljevak, Zagreb, 2005.[8]
- Sabrana djela, 1-8, (Glasnice u oluji, Izgubljeni zavičaj, Zakrivljeno vrijeme: dramski dijalozi, Dalje treba misliti: kratke proze, Mirisi, zlato i tamjan, Protimbe: prerađene i proširene Digresije, Sjetna rekapitulacija: podlistci, zapisi, prijepori, sporenja, ogledi, prikazi, recenzije, kazalište, Izjašnjavanja: razgovori, izjave, pisma, govori), Matica hrvatska, Zagreb, 2009. – 2011.[9]
- Triptih o moru: o radosti, zaboravu i o strahu, Školska knjiga, Zagreb, 2014. (suautor Vatroslav Kuliš)[10]

## Nagrade, odlikovanja i priznanja

### Nagrade
- 1955.: Nagrada Grada Zagreba, za Izgubljeni zavičaj.
- 1962.: Nagrada Grada Zagreba, za Tvrdi grad.
- 1966.: Nagrada Jugoslavenskog festivala radio-drame u Novom Sadu, za najbolji radio-dramski tekst Majstore, kako vam je ime?
- 1968.: NIN-ova nagrada kritike za najbolji jugoslavenski roman godine, Mirisi, zlato i tamjan.
- 1968.: Concours international du drame radiophonique Praha-Warszawa-Zagreb / Nagrada Međunarodnog natječaja radio–drame Prag–Varšava–Zagreb, za Zakrivljeni prostor.
- 1969.: Nagrada Vladimir Nazor, za roman godine Mirisi, zlato i tamjan.
- 1969.: Nagrada Matice hrvatske, za roman godine Mirisi, zlato i tamjan.
- 1969.: Nagrada kritike “Večernjeg lista”, za knjigu godine, Mirisi, zlato i tamjan.
- 1990.; Nagrada Vladimir Nazor, za životno djelo.
- 1994.: Nagrada "Vjesnika" na Tjednu hrvatske drame u Teatru ITD, za tekst predstave Mirisi, zlato i tamjan.
- 2005.: Nagrada "Miroslav Krleža" Društva hrvatskih književnika.
- 2005.: Nagrada Matice hrvatske "August Šenoa", za roman Pristajanje.
- 2005.: Nagrada Slobodne Dalmacije "Emanuel Vidović", za životno djelo.
- 2011.: Nagrada Matice hrvatske "August Šenoa", za Sabrana djela.[11]

### Odlikovanja
- Red Danice hrvatske s likom Marka Marulića
- Red kneza Trpimira s ogrlicom i Danicom

### Priznanja
- 1999.: Počasni građanin Grada Raba.

## Spomen
- 2024.: 22. studenoga, održan je skup u Matici hrvatskoj povodom 100. obljetnice njegova rođenja i postavljena mu je spomen-ploča na zagrebačkoj adresi u Novoj Vesi 45, gdje je živio i radio od 1958. do 2016. godine.[12]

## Vanjske poveznice
- Životopis na mrežnim stranicama HAZU
- Igor Žic, Slobodan Novak, Sušačka revija, br. 95/96, 2016.